# Pedicularis petiolaris
Pedicularis petiolaris är en snyltrotsväxtart som beskrevs av Michele Tenore. Pedicularis petiolaris ingår i släktet spiror, och familjen snyltrotsväxter. Utöver nominatformen finns också underarten P. p. rudskii.